# L'Île au complot
L'Île au complot (The Bribe) est un film d'espionnage américain réalisé par Robert Z. Leonard, sorti en 1949.

## Synopsis
L’agent fédéral Rigby se rend à Los Trancos sur l’île de Carlotta quelque part au large des côtes de l’Amérique centrale pour briser un racket de moteurs d’avion issus du surplus de guerre. Il va être tenté par la corruption ainsi que par les charmes d'Elizabeth Hintten, une chanteuse de café mariée à Tug Hintten, un ex-pilote alcoolique...

## Fiche technique
- Titre : L'Île au complot
- Titre original : The Bribe
- Réalisation : Robert Z. Leonard
- Scénario : Marguerite Roberts d'après une histoire de Frederick Nebel
- Production : Pandro S. Berman
- Société de production : Metro-Goldwyn-Mayer
- Photographie : Joseph Ruttenberg
- Musique : Miklós Rózsa et William Katz
- Direction artistique : Cedric Gibbons et Malcolm Brown
- Décors de plateau : Edwin B. Willis et Hugh Hunt
- Costumes : Irene
- Montage : Gene Ruggiero
- Pays d'origine : États-Unis
- Format : Noir et blanc
- Genre : Aventures, Thiller
- Durée : 98 minutes
- Date de sortie : 3 février 1949 (États-Unis)

## Distribution
- Robert Taylor : Rigby
- Ava Gardner : Elizabeth Hilton
- Charles Laughton : J.J. Bealer
- Vincent Price : Carwood
- John Hodiak : Tugwell "Tug" Hilton
- Samuel S. Hinds : Dr Warren
- John Hoyt : Gibbs
- Tito Renaldo : Emilio Gomez
- Martin Garralaga : Pablo Gomez
- Nacho Galindo : un employé de l'hôtel
- Alberto Morin : José, un serveur
- Harry Vejar : le touriste indien
- Fernando Alvarado : le joueur de flute
- Robert Cabal : un groom de l'hôtel
- David Cota : un groom de l'hôtel
- William Haade : Walker

## Anecdotes
L'une des scènes finales est tournée sans autre lumière que les feux d'artifice qui illuminent sporadiquement l'action. Cette scène est en fait tournée par le réalisateur Vincente Minnelli, non crédité au générique. Cette scène est partiellement reprise dans le film Les cadavres ne portent pas de costard.